# リヴァーマン
リヴァーマン (Riverman) は、アメリカ合衆国で生産された競走馬およびゲインズウェイファームで繋養されていた種牡馬。

## 経歴

### 競走馬時代

#### 1971年（2歳）
競走馬デビュー戦で初勝利を挙げ、続く重賞競走初挑戦となったクリテリウムドメゾンラフィット (G2) では2着となったが、その後は休養に入った。

#### 1972年（3歳）
休養を終えて4月に実戦復帰戦を迎えて復帰戦を制すと、続くG1競走初挑戦となったプール・デッセ・デ・プーランも制してG1競走初勝利を挙げた。さらに次のジャンプラ賞 (G2) を制した後はイスパーン賞も制してG1競走2勝目を挙げた。その後はイギリスに遠征し、遠征初戦のキングジョージ6世&クイーンエリザベスステークスではブリガディアジェラードに敗れての3着、休養を挟んで秋にはチャンピオンステークスに出走したが、またもブリガディアジェラードに敗れて2着となり、この年限りで競走馬を引退した。

### 種牡馬時代
1973年からフランスで種牡馬入りし、1978年にはフランス2歳リーディングサイアーに輝き、1980年からは1800万ドルのシンジケートが組まれゲインズウェイファームで繋養された。自身の輸出後もフランスでは産駒が活躍し、1980年と1981年はフランスリーディングサイアー、1982年には2度目のフランス2歳リーディングサイアーに輝いている。ほかに1991年にイタリアリーディングサイアーとなった。
30歳時の1999年に死亡した。
種牡馬としては、同じくネヴァーベンド産駒のミルリーフと共にネヴァーベンド系の主力種牡馬として活躍し、現在はそのサイアーは細分化してリヴァーマン系と呼ばれ、現在も父系は勢力を保っている。また、トリプティクなど牝馬の活躍馬も多い。
日本においては、競走馬としての産駒が数頭輸入されており、中央競馬でも産駒が勝利している。種牡馬としての産駒は、リヴリアなど6頭が輸入されている。母の父としても優秀で日本ではエリモエクセルとアロンダイトがGI馬となっている。

## 年度別競走成績
- 1971年（2歳） 4戦1勝
  - 2着 クリテリウムドメゾンラフィット (G2)
- 1972年（3歳） 3戦3勝
  - 1着 プール・デッセ・デ・プーラン (G1) 、ジャンプラ賞 (G2) 、イスパーン賞 (G1)
  - 2着 チャンピオンステークス (G1)
  - 3着 キングジョージ6世&クイーンエリザベスステークス (G1)

## 主な産駒
- 1976年産
  - Irish River / アイリッシュリヴァー（1978年モルニ賞などG1競走7勝、種牡馬）
- 1977年産
  - Detroit / デトロワ（1980年凱旋門賞）
  - Gold River / ゴールドリヴァー（1980年ロワイヤルオーク賞、1981年凱旋門賞などG1競走3勝）
  - Policeman / ポリスマン（1980年ジョッケクルブ賞）
- 1981年産
  - Rousillon / ルション（1985年サセックスステークスなどG1競走2勝、種牡馬）
- 1982年産
  - Rivlia / リヴリア（ハリウッドインビテーショナルハンデキャップなどG1競走3勝、種牡馬）
  - Triptych / トリプティク（1984年マルセルブサック賞などG1競走9勝）
- 1988年産
  - Lahib / ラヒブ（1992年クイーンエリザベス2世ステークス、種牡馬）
- 1989年産
  - All at Sea / オールアトシー（1992年ムーランドロンシャン賞）
- 1992年産
  - Bahri / バーリ（1995年セントジェームズパレスステークスなどG1競走2勝、種牡馬）

※リヴァーマン系も参照。
ブルードメアサイアーとしてのおもな産駒は以下のとおり。
- Erhaab / エルハーブ（母Histoire）
- Anabaa Blue / アナバーブルー（母Allez Les Trois）
- Balbonella / バルボネラ（母Bamieres）
- Shanghai / シャンハイ（母コルヴェヤ）
- アロンダイト（母キャサリーンパー）
- エリモエクセル（母エリモファンタジー）

## 血統表
| リヴァーマンの血統（ネヴァーベンド系 / Blue Larkspur 5×5=6.25%、Teddy 5×5=6.25%） | リヴァーマンの血統（ネヴァーベンド系 / Blue Larkspur 5×5=6.25%、Teddy 5×5=6.25%） | リヴァーマンの血統（ネヴァーベンド系 / Blue Larkspur 5×5=6.25%、Teddy 5×5=6.25%） | （血統表の出典）     | （血統表の出典） |
| 父 Never Bend 1960 鹿毛                                                           | 父の父Nasrullah 1940 鹿毛                                                         | Nearco                                                                            | Pharos               | Pharos           |
| 父 Never Bend 1960 鹿毛                                                           | 父の父Nasrullah 1940 鹿毛                                                         | Nearco                                                                            | Nogara               |                  |
| 父 Never Bend 1960 鹿毛                                                           | 父の父Nasrullah 1940 鹿毛                                                         | Mumtaz Begum                                                                      | Blenheim             | Blenheim         |
| 父 Never Bend 1960 鹿毛                                                           | 父の父Nasrullah 1940 鹿毛                                                         | Mumtaz Begum                                                                      | Mumtaz Mahal         |                  |
| 父 Never Bend 1960 鹿毛                                                           | 父の母Lalun 1952 鹿毛                                                             | Djeddah                                                                           | Djebel               | Djebel           |
| 父 Never Bend 1960 鹿毛                                                           | 父の母Lalun 1952 鹿毛                                                             | Djeddah                                                                           | Djezima              |                  |
| 父 Never Bend 1960 鹿毛                                                           | 父の母Lalun 1952 鹿毛                                                             | Be Faithful                                                                       | Bimelech             | Bimelech         |
| 父 Never Bend 1960 鹿毛                                                           | 父の母Lalun 1952 鹿毛                                                             | Be Faithful                                                                       | Bloodroot            |                  |
| 母 River Lady 1963 鹿毛                                                           | 母の父Prince John 1953 栗毛                                                       | Princequillo                                                                      | Prince Rose          | Prince Rose      |
| 母 River Lady 1963 鹿毛                                                           | 母の父Prince John 1953 栗毛                                                       | Princequillo                                                                      | Cosquilla            |                  |
| 母 River Lady 1963 鹿毛                                                           | 母の父Prince John 1953 栗毛                                                       | Not Afraid                                                                        | Count Fleet          | Count Fleet      |
| 母 River Lady 1963 鹿毛                                                           | 母の父Prince John 1953 栗毛                                                       | Not Afraid                                                                        | Banish Fear          |                  |
| 母 River Lady 1963 鹿毛                                                           | 母の母Nile Lily 1954 黒鹿毛                                                       | Roman                                                                             | Sir Gallahad         | Sir Gallahad     |
| 母 River Lady 1963 鹿毛                                                           | 母の母Nile Lily 1954 黒鹿毛                                                       | Roman                                                                             | Buckup               |                  |
| 母 River Lady 1963 鹿毛                                                           | 母の母Nile Lily 1954 黒鹿毛                                                       | Azalea                                                                            | Sun Teddy            | Sun Teddy        |
| 母 River Lady 1963 鹿毛                                                           | 母の母Nile Lily 1954 黒鹿毛                                                       | Azalea                                                                            | Coquelicot F-No.10-a |                  |

- 半妹Push a Buttonの子孫にロックオブジブラルタル・ブレークアップ、Friendly Financeの子孫にケイウーマン・モンテクリスエスがいる。